# زين عقلة الأصبع (مسرحية)
زين عقلة الأصبع مسرحية غنائية استعراضية تربوية عٌرضت على مسرح نادي كاظمة بعيد الفطر من سنة 2017.

## قصة المسرحية
المسرحية مستوحاة من قصة عقلة الأصبع، وهي الفتاة التي لا تحبذ عمل الخير، فتصغر وتصبح بحجم عقلة الأصبع، وعندها تتعرف على مجموعة من الكائنات الحية الصغيرة وتأخذ منهم درساً بعمل الخير والتفاني فيه، فتعود بعدها إلى حجمها الطبيعي.

## بطولة
| اسم الممثل(ة) | الدور   |
| ------------- | ------- |
| فاطمة الصفي   | فرفوره  |
| فتحية جعفر    | زين     |
| بشار الشطي    | الذبابة |
| حمد اشكناني   | نحول    |
| مروى بن صغير  | فرفوشة  |
| شهد العميري   | دعسوقة  |
| علي كاكولي    | الصرصور |
| راما رباط     | زبدة    |
| شياب          | النمل   |